# Anguerny
Anguerny (Ausspracheⓘ) ist eine Ortschaft und eine ehemalige französische Gemeinde mit zuletzt 754 Einwohnern (Stand: 2013) im Département Calvados in der Region Normandie. Sie gehörte zum Arrondissement Caen und zum Kanton Courseulles-sur-Mer. Die Bewohner nennen sich Agernynois.
Mit Wirkung vom 1. Januar 2016 wurde Anguerny mit der benachbarten Gemeinde Colomby-sur-Thaon zur Commune nouvelle Colomby-Anguerny zusammengeschlossen. Der Status einer Commune déléguée wurde ihr jedoch nicht zuerkannt. Der Verwaltungssitz befindet sich in Anguerny.

## Geografie
Anguerny liegt etwa zehn Kilometer von Caen und vier Kilometer von den ehemaligen Landungsstränden der Operation Neptune vom 6. Juni 1944 entfernt.

## Bevölkerungsentwicklung
| Jahr                             | 1793 | 1836 | 1876 | 1926 | 1946 | 1968 | 1990 | 2013 |
| Einwohner                        | 417  | 529  | 359  | 213  | 256  | 269  | 390  | 754  |
| Quelle: Cassini, EHESS und INSEE |      |      |      |      |      |      |      |      |

## Sehenswürdigkeiten
- Kirche Saint-Martin mit Glockenturm aus dem 11. Jahrhundert, der als Monument historique klassifiziert ist[4]
- historische Zehntscheune
- alte Festsäle